# KamAZ-5490
Der KamAZ-5490 (russisch КамАЗ-5490) ist ein Lastwagen aus der Produktion des KAMAZ-Werks in Nabereschnyje Tschelny. Die zweiachsige Sattelzugmaschine ist mit Hinterradantrieb ausgestattet und wird seit 2013 in Serie gebaut und ersetzt den KamAZ-5460. Der KamAZ-65206 ist eine ähnliche, aber dreiachsige Version des Lkw. Anders als bei früheren Modellen werden die Motoren von Daimler-Benz zugeliefert.

## Fahrzeugbeschreibung

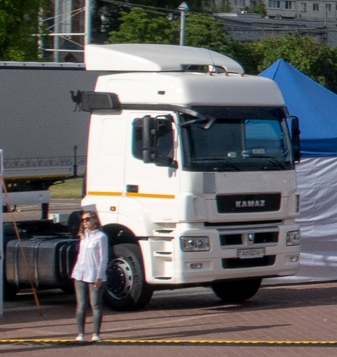
KamAZ-5490 NEO in Minsk (2019)

Die Produktion des KamAZ-5490 als Nachfolger des KamAZ-5460 und zweite zweiachsige Sattelzugmaschine des Herstellers begann 2013. Während beim Vorgänger Motoren aus eigener Fertigung eingebaut wurden, liefert Daimler-Benz den Großteil der Motoren für den KamAZ-5490 zu. Es sind Reihensechszylinder-Viertakt-Dieselmotoren vom Typ Mercedes-Benz OM 457 LA mit Turbolader und Ladeluftkühlung. Der Motor wird wahlweise mit 295 kW (401 PS) oder 315 kW (428 PS) angeboten und erfüllt die Euro-5-Abgasnorm. Die Getriebe werden von ZF Friedrichshafen geliefert, es handelt sich um manuell zu schaltende Sechzehngang-Schaltgetriebe. Die Fahrerhäuser sind, wie auch beim KamAZ-65802 und anderen Fahrzeugen aus aktueller Fertigung des Herstellers, in Lizenz produzierte Fahrerhäuser des Mercedes-Benz Axor.
2017 wurde der Lkw überarbeitet. Das Ergebnis bezeichnet der Hersteller als KamAZ-5490 NEO. Wesentlichste Änderungen waren ein um 200 mm verlängerter Radstand und ein verbessertes Fahrwerk. Die Sattelzugmaschine wird parallel zur ursprünglichen Ausführung produziert, wobei einige der Neuerungen auch für das ältere Modell übernommen wurden. Aktuell bietet KAMAZ sechs unterschiedliche Versionen des KamAZ-5490 NEO an, darunter zwei für den gemischten Betrieb mit Dieselkraftstoff und Erdgas.
2019 wurde ein Fahrzeug mit neuem Sechszylinder-Reihenmotor vorgestellt, der KamAZ-54901. Der vom Hersteller bisher nicht zum Verkauf angebotene Lkw wird von einem Dieselmotor des Typs KamAZ-910 angetrieben, ebenfalls ein Lizenzprodukt von Daimler. Er hat einen Hubraum von 11.946 cm³, leistet maximal 331 kW (450 PS) und erbringt ein maximales Drehmoment von 2060 Nm. Auch äußerlich wurde die Sattelzugmaschine überarbeitet. Die Kabine entspricht der des aktuellen Mercedes-Benz Actros MP4. Weiterhin erhielt der Lastwagen ein neues Zwölfganggetriebe und die zulässige Gesamtmasse stieg auf 19.700 kg.

## Technische Daten
Die hier aufgeführten Daten gelten für den KamAZ-5490 mit dem stärkeren Motor, wie er vom Hersteller 2016 gefertigt wurde. Aufgrund von Änderungen oder neuen Modellvarianten schwanken die Daten über die Bauzeit hinweg leicht.
- Motor: Viertakt-R6-Dieselmotor mit Turbolader und Ladeluftkühler
- Motortyp: Mercedes-Benz OM 457 LA
- Leistung: 315 kW (428 PS) bei 1900 min−1
- Hubraum: 11,97 l
- maximales Drehmoment: 2100 Nm bei 1100 min−1
- Abgasnorm: EURO 5
- Getriebe: manuell geschaltetes Sechzehngang-Schaltgetriebe
- Getriebetyp: ZF 16S 2221 von ZF Friedrichshafen
- Kupplung: Einscheibenkupplung MF 430
- Achsen: starr, Vorderachse an Blattfedern, Hinterachse mit Luftfederung
- Höchstgeschwindigkeit: 90 km/h
- Tankinhalt: 2 × 400 l
- Bordspannung: 24 V
- Batterie: 2×12 V mit je 210 Ah, in Reihenschaltung
- Lichtmaschine: 28 V, 2000 W
- Antriebsformel: 4×2

Abmessungen und Gewichte
- Länge: 6130 mm
- Breite: 2550 mm
- Höhe: 3780 mm
- Radstand: 3580 mm
- Höhe der Sattelkupplung: 1150 mm
- maximal befahrbare Steigung bei 44.000 kg Zuggesamtgewicht: 18 %
- Leergewicht: 7990 kg
- Achslast vorne (leer): 5470 kg
- Achslast hinten (leer): 2520 kg
- Zuladung (Sattellast): 10.535 kg
- zulässiges Gesamtgewicht: 18.600 kg
- Achslast vorne (beladen): 7100 kg
- Achslast hinten (beladen): 11.500 kg
- zulässiges Gesamtgewicht des Aufliegers: 35.935 kg
- zulässiges Gesamtgewicht des Sattelzugs: 44.000 kg
- Wendekreis: 15,0 m (Durchmesser)
- Reifengröße: 315/70R22,5